# 1991-es kirgizisztáni elnökválasztás

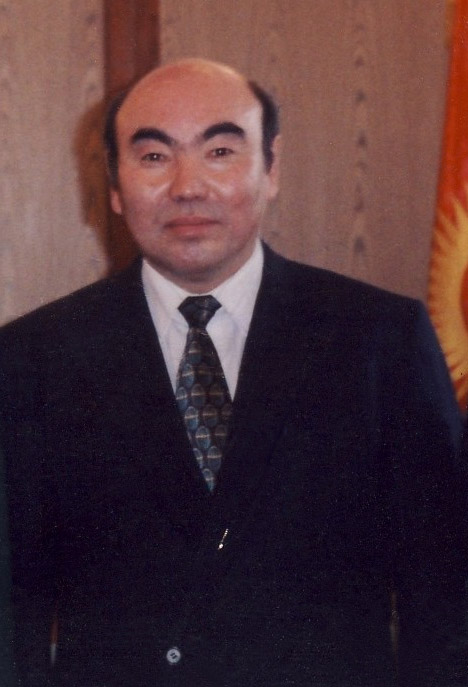
Aszkar Akajev 2001-ben

Kirgizisztán történetének első elnökválasztását 1991. október 13-án tartották. A választáson csupán egyetlen jelölt, a független Aszkar Akajev indult, akit a szavazatok 95 %-ával elnökké is választottak.

## Eredmények
| Jelölt                  | Párt                    | Szavazatok | %    |
| ----------------------- | ----------------------- | ---------- | ---- |
| Aszkar Akajev           | független               | 1 968 781  | 95,4 |
| Ellene                  | Ellene                  | 95 702     | 4,6  |
| Érvénytelen szavazatok  | Érvénytelen szavazatok  | 1098       | –    |
| Összesen                | Összesen                | 2 065 318  | 100  |
| Választáson megjelentek | Választáson megjelentek | 2 319 780  | 89,0 |